# Coré de Lyon
La coré de Lyon est une statue grecque datant de l'époque archaïque. Elle est en marbre pentélique et représente un buste de jeune fille de type coré conservée au musée des Beaux-Arts de Lyon, en France. Provenant de l'acropole d'Athènes, elle est généralement datée des décennies -550/-540. Considérée comme le chef-d'œuvre du département des Antiquités du musée, la statue a été acquise entre 1808 et 1810.
La sculpture est fragmentée : le buste est conservé au musée des Beaux-Arts de Lyon sous le numéro d'inventaire H 1993 et la partie inférieure et des fragments du bras gauche sont conservés au musée de l'Acropole d'Athènes sous le numéro d'inventaire Acr. 269, un fragment de 65 cm. Après une série de rapprochements, la correspondance des fragments a été définitivement reconnue en 1935 par Humfry Payne.
Elle fait partie des nombreuses corés de l’acropole d'Athènes, retrouvées lors de la construction du musée de l'Acropole dans une fosse liée aux destructions perses de la guerre seconde guerre médique ; elles sont datées entre les années 570 av. J.-C. environ et la fin du VIe siècle av. J.-C. Elle représente le premier exemple de l'influence ionienne qui a eu lieu dans la sculpture attique dans la seconde moitié du siècle et le premier emploi en Attique du costume ionien. La coré de Lyon est de la génération qui suit celle de la coré Acr. 593, la plus vieille des corés retrouvées sur l'Acropole, la coré de Lyon se trouve au début de la nouvelle phase qui caractérise la sculpture attique au troisième quart du VIe siècle av. J.-C.
La coré de Lyon a supposément eu une fonction architecturale comme cariatide ou une fonction votive.

## Histoire

### Première mention et achat par le musée de Lyon
Le cheminement de la sculpture depuis la Grèce vers le Sud de la France est inconnu. Il est possible qu'elle ait été ramenée par un aristocrate dès le XVIIe siècle sur le Grand Tour, ce voyage effectué par les jeunes gens des plus hautes classes de la société européenne destiné à parfaire leur éducation, juste après, ou pendant leurs études alors fondées sur les humanités grecques et latines. Avant la réunion des fragments de l'Acropole avec le torse du musée de Lyon, elle est appelée Aphrodite de Marseille et est citée pour la première fois en 1719 par Montfaucon dans le deuxième tome de son ouvrage L'Antiquité expliquée qui la dit être conservée dans le « cabinet de Monsieur [Laurent] Gravier à Marseille », et qui la décrit comme appartenant au goût égyptien, avec une chouette sur la main droite ; accompagnée d'une série de publications de données non vérifiées qui ont témoigné de cette ville comme lieu de découverte, information jugée plausible puisque l'ancienne colonie Massalia de la ville ionienne de Phocée a été fondée en 600 av. J.-C. Entre diverses possessions non documentées de la coré, selon Henri Lechat, elle semble avoir fait partie de la collection Tempier de Nîmes, vendue par un antiquaire lyonnais nommé Mercier en décembre 1810 à cette ville pour le musée local naissant. Lechat la baptise alors « Grecque d'Asie mineure ». Selon d'autres éléments, le musée de Lyon aurait acquis la statue auprès du cabinet de Monsieur Pinochi à Nîmes. Dès cette période, la statue est incomplète, amputée notamment de son bras gauche et de ses jambes. La coré est présente dans le catalogue du musée de Lyon à partir de 1816.
Le polos sur la tête et la colombe sont considérés comme des attributs suffisants à attribuer la statue comme une représentation d'Aphrodite et la présence de l'himation diagonale avait abouti à la conclusion que la statue était d'origine ionienne.

### Les fragments réunis

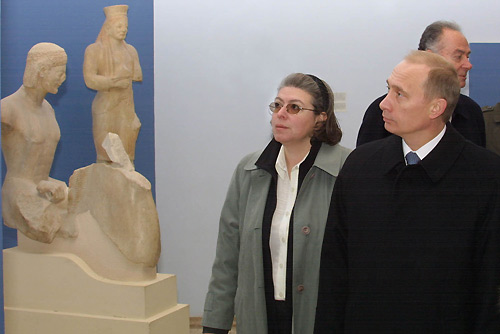
Vladimir Poutine en visite en 2001 au musée de l'Acropole d'Athènes devant le cavalier Rampin à l'extrême gauche et les éléments moulés de la coré de Lyon couplés aux éléments du musée, jambe et bras gauche dans le fond.

Plus tard, des recherches effectuées par Humfry Payne de l'école anglaise d'Athènes conduisent à la redécouverte de la partie inférieure d'une statue dont il pense qu'elle correspond à l'« Aphrodite à la colombe », nom sous lequel la statue est alors connue. Un moulage de la coré est effectué puis envoyé à Pane qui confirme son hypothèse. Il va même jusqu'à retrouver des fragments de chevelure et surtout le bras gauche dans des fragments non inventoriés du musée de l'Acropole d'Athènes. Les différents fragments sont réunis à la fin des années 1930 pour reconstituer la statue qui est alors définitivement identifiée comme une des corés de l'Acropole.

### Dé-restauration
Le fragment principal de Lyon présentant la partie supérieure de la coré est complété jusqu'en 1994 par des moulages des fragments du musée d'Athènes. Les parties ajoutées sont alors ôtées selon « un principe muséographique qui veut que par souci de vérité archéologique/scientifique, on exhibe seulement la vérité matérielle de ce qu'on possède, sans se référer à des artifices de représentation, comme la complétude par un autre matériau, le plâtre en l'occurrence, même si ce plâtre est un substitut précis de la vérité. » comme le souligne le professeur Jean-Claude Mossière, membre associé des études sur la Grèce antique et contemporaine de l'école française d’archéologie d'Athènes. Contrairement au musée de Lyon, le musée athénien a choisi de présenter les fragments qu'il possède adjoints au moulage de la partie supérieure.

## Description

### L'exemplaire de Lyon

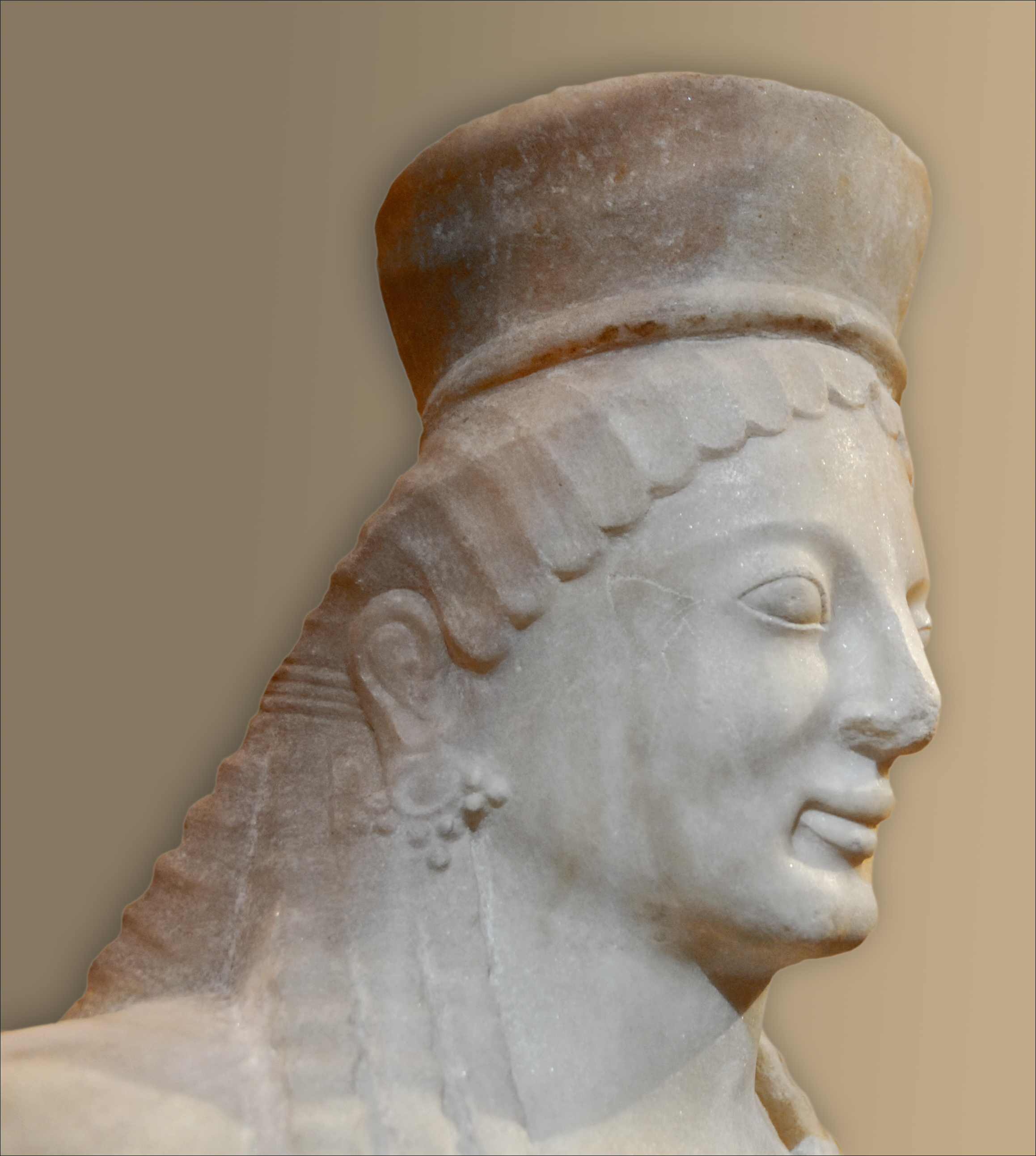
Détail de la tête.

Caractéristique du type, la coré de Lyon est une sculpture en marbre du Pentélique provenant de l'acropole d'Athènes mesurant 64 centimètres de hauteur, 36 de largeur et 24 de profondeur. Elle représente un buste de jeune femme droite, en majesté qui serre une offrande contre son buste en la matière, un oiseau, identifiée comme une colombe par certains. La sculpture était peinte. Influencée par l'art de la côte ionienne, elle est vêtue du chiton et de l'himation. Le visage gracieux est coiffé du pôlos. Les oreilles sont ornées de boucles.

### Une identification difficile
Montfaucon puis Grosson la décrivent comme une statue égyptienne au début du XVIIIe siècle. L'hypothèse est rapidement écartée mais son identification fait débat. Une certaine égyptomanie pousse des chercheurs à y voir une « Isis gauloise », d'autres y voient une « Vénus archaïque ». Il faut attendre le début du XXe siècle et une meilleure connaissance de l'art grec pour affiner les analyses mais on hésite encore entre une Aphrodite ionienne, une Minerve ou une déesse sidonienne Astarté de Paphos, assimilée à Aphrodite.
Henri Lechat publie en 1923 un inventaire de la collection des moulages de l'université Lyon 2 où il décrit la statue comme « la partie supérieure d'une statue d'Aphrodite (…) vêtue à l'ionienne, (…) corè spécialisée en déesse par le pôlos sur la tête, et individualisée en Aphrodite par la colombe sur la main droite ». Mais Pane réfute cette hypothèse en précisant que le pôlos n'est pas strictement divin et relance des hypothèse en y voyant une cariatide en raison du trou présent au sommet pour y accueillir un tenon ou bien une statue votive en raison de sa petite taille.

### Ionienne ou attique?

#### Le vêtement

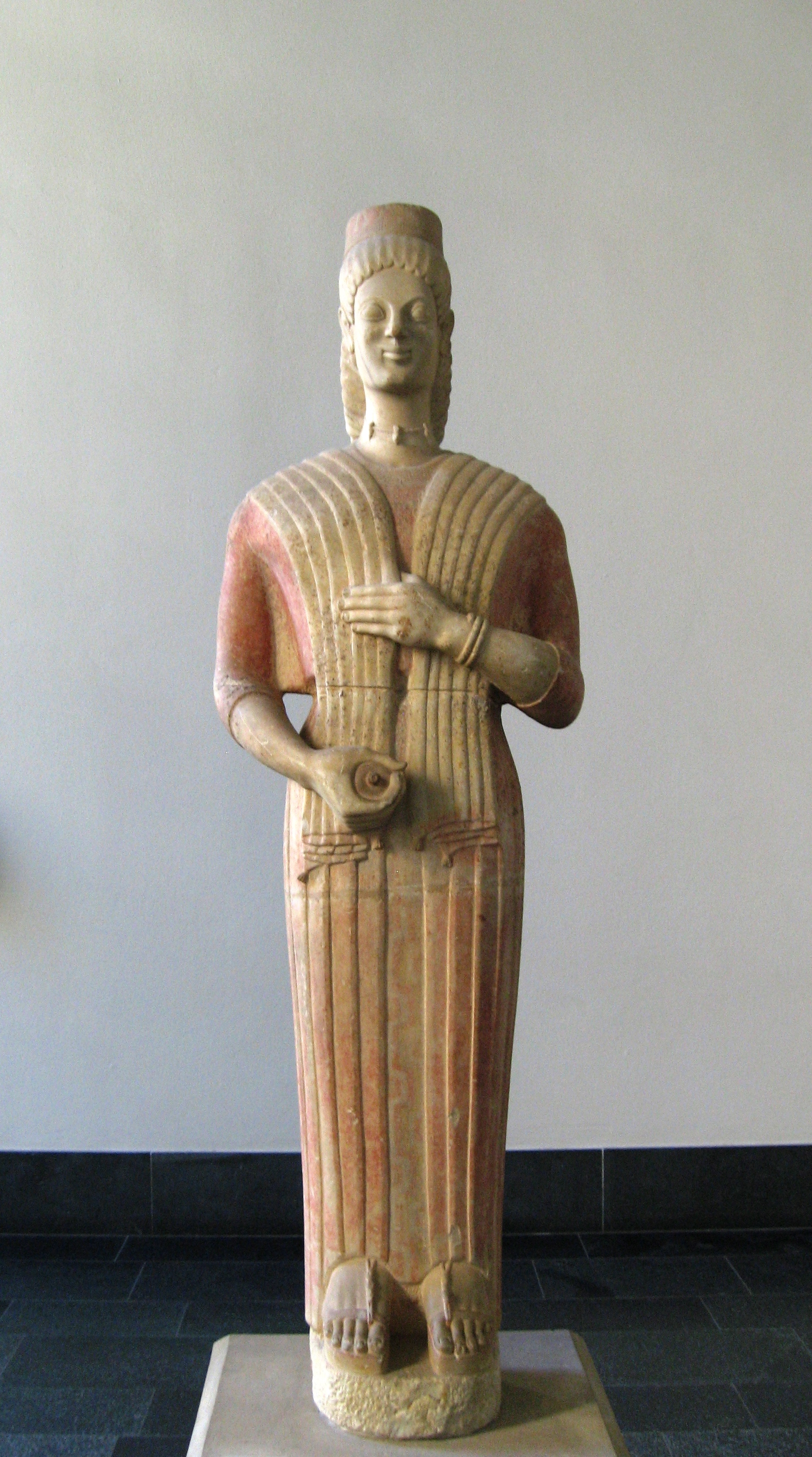
La déesse de Berlin - Musée de Pergame. Himation porté symétriquement sur le chiton

La statue est pourvue de la structure compacte et robuste qui est typique de ces années dans l'Attique et qui remonte à la
déesse de Berlin (Pergamonmuseum SK 1800, premier quart du VIe siècle av. J.-C.) Les caractéristiques ioniennes sont évidentes, notamment l'habit composé d'un chiton à manches longues et un himation porté en diagonale. Dans la sculpture et sur la céramique attique, les femmes contemporaines portent le péplos dorique sans manches sur le chiton léger et l'himation, pas toujours présent, est simplement porté sur les deux épaules. La seule représentation attique archaïque qui porte le chiton sans le péplos au-dessus, est la déesse de Berlin mais qui endosse l'himation de manière traditionnellement symétrique. En Ionie par contre, l'himation diagonale est déjà bien attesté  au second quart du VIe siècle av. J.-C., par exemple sur les statues dédiées à Cheramyes ; non seulement l'origine de ces vêtements est ionique, mais également le traitement des draperies qui se retrouve dans les représentations des columnae caelatae du Temple d'Artémis à Éphèse (généralement datées de 560 av. J.-C.). Un autre élément stylistique de la coré de Lyon est l'himation arqué au-dessus des fesses qui ne sera pas imité par les sculpteurs attiques, mais qui est assez souvent dans la peinture de vase et de marbre des sculptures contemporaines de l'Orient grec.

#### Syncrétisme stylistique

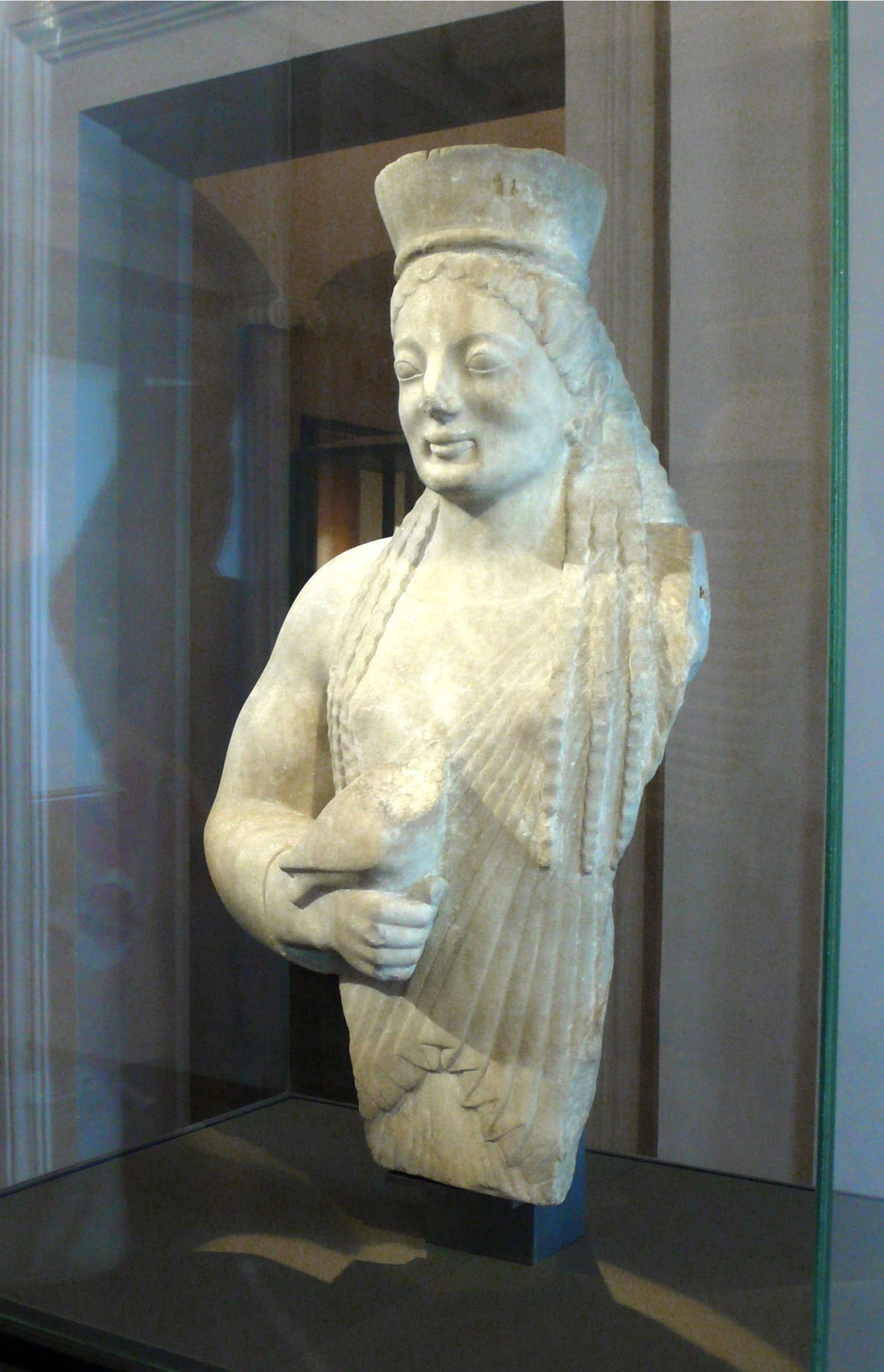
La statue dans sa vitrine au musée des Beaux-Arts de Lyon. « Nous avons dans les musées, un message à faire passer au public de compréhension et de restitution des oeuvres, et la 3D permet certainement de faire passer un message plus développé ». Geneviève Galliano, conservateur en chef du musée des Beaux-Arts de Lyon

Ces différentes influences (ionienne ou athénienne) font qu'aujourd'hui encore, l'identification de la statue n'est pas possible. Toutefois, selon des critères stylistiques et techniques, la statue se rapproche de la sculpture attique de la période archaïque (la chevelure calamistrée, le menton fuyant et saillant, les yeux en amande) tout en subissant une influence ionienne (ciselé arrondi, traits adoucis du visage) qui se renforce à la fin du VIe siècle. Les éléments d'influence ionienne sont cependant majoritaires, notamment le chiton à longues manches typiquement ionien, l'himation à l'ionienne (manteau agrafé à l'épaule) et le pôlos orné de feuilles de lotus et de palmettes. Toutefois, la prise en compte du matériau — marbre du Pentélique, au nord d'Athènes — et de la composition rigoureuse tranchent en faveur d'une provenance attique.
La coré de Lyon est le témoignage d'un syncrétisme stylistique. Ses proportions hésitantes, la robustesse raide et maladroite, les détails non-réalistes permettent de dater la statue de la période archaïque dite « mûre », vers -550/-540.

### Questions sur sa fonction
La question relative à la fonction architectonique de la coré de Lyon fut soulevée par Brunil de Ridgway en 1986 ; la partie supérieure du polos présente des caractéristiques de traitement typique des cariatides que Payne n'a pas pu observer directement, mais seulement par les calques envoyés par Athènes. La sculpture présente une encoche sur la partie supérieure pour accueillir un éventuel tenon, renforçant l'hypothèse d'une fonction architecturale. Un troisième élément qui conduit à cette conclusion est la position inverse de l'himation diagonal, typique des œuvres non isolées, mais produites par paires et en miroir. En outre, l'origine de l'influence ionienne reconnue dans le style de l’œuvre s'accorde bien avec l'origine proche-orientale de la typologie architecturale de la cariatide. À l'inverse, la coré présente une taille trop petite, adaptée éventuellement à un petit naiskos ou une entrée secondaire et, même dans ce cas, on doit imaginer la sculpture posée sur un socle. Une fonction votive ne peut être également exclue.

## Sources
- (it) Cet article est partiellement ou en totalité issu de l’article de Wikipédia en italien intitulé « Kore di Lione » (voir la liste des auteurs).